# Sepp Strubel
Josef „Sepp“ Strubel (* 3. Oktober 1939 in Worms; † 25. Februar 2018) war ein deutscher Schauspieler, Filmemacher, Drehbuchautor, Regisseur, Kinderbuchautor, Maler und Bildhauer.

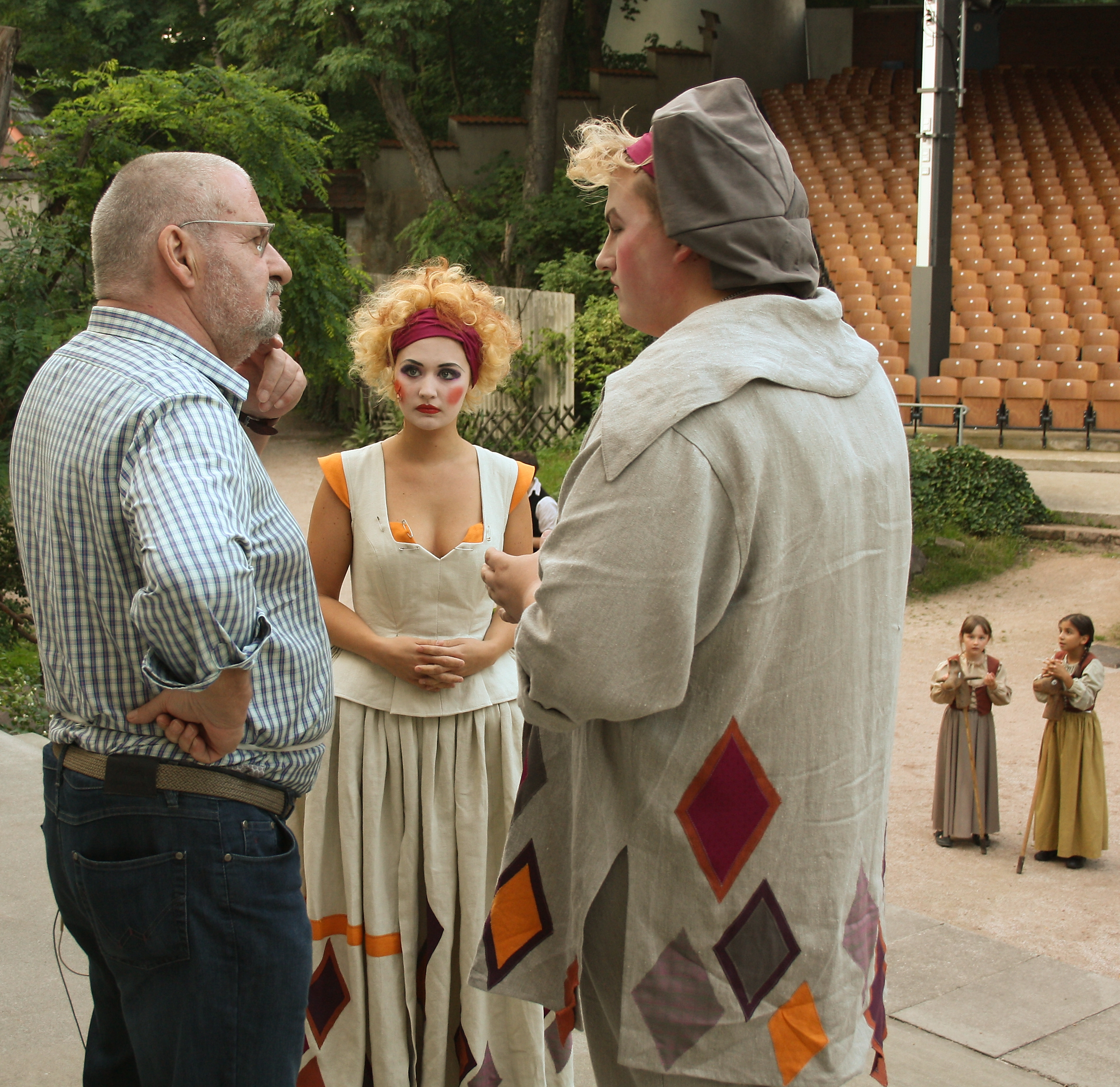
Sepp Strubel inszeniert Der Widerspenstigen Zähmung auf der Freilichtbühne Ötigheim (2010)

## Leben
Sepp Strubel schrieb die Drehbücher für zahlreiche Filme, unter anderem für die Augsburger Puppenkiste, führte Regie und war seit 1965 an der Produktion von etwa 70 Filmen für die ARD-Sendung Sandmännchen beteiligt. Verheiratet war er mit der Schauspielerin Claudia Hansmann-Strubel, mit der er drei erwachsene Kinder hat. Des Weiteren war er Bildhauer, schrieb Kinderbücher und spielte in Theatern oder im Fernsehen.
Strubel lebte zuletzt in Augsburg. Er starb nach kurzer Krankheit am 25. Februar 2018 im Alter von 78 Jahren.

## Schauspieler
Sepp Strubel war Absolvent der Otto-Falckenberg-Schule in München. Dort lernte er auch seine spätere Frau Claudia Hansmann kennen.
- Von 1962 bis 1967 hatte Strubel ein Engagement am Theater Augsburg.
- 1986/87 spielte er den Schinderhannes auf der Freilichtbühne Ötigheim.
- 2004 gab er den „Wallauer“ im Edgar-Reitz-Film „Heimat 3 – Chronik einer Zeitenwende, Das glücklichste Volk der Welt – 1989“

Parallel zu seiner Theaterarbeit in Augsburg übernahm Strubel ab 1963 Sprechrollen bei der Augsburger Puppenkiste.

## Arbeit bei der Augsburger Puppenkiste
Nach dem Tod von Manfred Jenning 1979 trat er 1980 dessen Nachfolge bei der Augsburger Puppenkiste an, nachdem er schon in den 1970er Jahren die Serie Natur & Technik produziert hatte. Auch seine erste Frau und seine Kinder sprachen einige Rollen in seinen Stücken. Er schrieb von nun an die Drehbücher und führte Regie. Der Sender Hessischer Rundfunk strahlte sämtliche Folgen aus. 1992 endete mit der Inszenierung von Drei Dschungeldetektive seine Laufbahn als Regisseur bei der Puppenkiste.
Zu seinen bekanntesten Rollen gehören Baron Bolligru (Der kleine dicke Ritter), Tierarzt Doc (Der Löwe ist los), Räuberhauptmann Bill Bo (Bill Bo und seine Kumpane), König Pumponell (Urmel aus dem Eis) und Herr Taschenbier (Eine Woche voller Samstage).

### Produktionen bei der Augsburger Puppenkiste
- 1973 Natur & Technik – 2. Staffel
- 1974 Natur & Technik – 3. Staffel
- 1975 Denk & Dachte – 4. Staffel
- 1976 Denk & Dachte – 5. Staffel
- 1980 Am Samstag kam das Sams zurück
- 1980 Die Opodeldoks
- 1981 So Hi und das weiße Pferd
- 1981 Fünf auf dem Apfelstern
- 1982 Hippo und der Süßwasserkarl – 1. Staffel (Sandmännchen)
- 1982 Katze mit Hut
- 1983 Wolkenreiter und Sohn
- 1983 Hippo und der Süßwasserkarl – 2. Staffel (Sandmännchen)
- 1983 Neues von der Katze mit Hut
- 1984 Wie der Maulwurf beinahe in der Lotterie gewann
- 1984 Das Tanzbärenmärchen
- 1985 Abdallah und sein Esel
- 1985 Kater Mikesch
- 1986 Schlupp vom grünen Stern
- 1986 Die vergessene Tür
- 1987 Schlechte Zeiten für Gespenster
- 1988 Miriams Reise auf dem Mondstrahl
- 1988 Der liebe Herr Teufel
- 1988 Schlupp vom grünen Stern – Neue Abenteuer auf Terra
- 1989 Die Wetterorgel
- 1989 Eine kleine Zauberflöte
- 1990 Aladin und die Wunderlampe
- 1990 Caruso & Co.
- 1991 Was kommt vor im Ofenrohr?
- 1991 Der Prinz von Pumpelonien
- 1992 Drei Dschungeldetektive

Außerdem schrieb er die Drehbücher für die Augsburger-Puppenkiste-Stücke Das Burggespenst Lülü (1993), Zauberer Schmollo (1993) und Der Raub der Mitternachtssonne (1995), für die Manfred Mohl die Regie übernahm.

## Sonstige Produktionen
- Von der Drehbank zum Computer (Dokumentation 1971), ehrende Anerkennung der Jury Allgemeine Programme beim Adolf-Grimme-Preis 1971
- Bei Westwind hört man keinen Schuß (1976)
- Knittels Scheidung (1981)

Er war außerdem an den Produktionen der Rappelkiste, Unser Dorf (1971–1973) und Dibbegass Nummer Deckel (1983) beteiligt.

## Kurzfilme (1964–1969)
Insgesamt produzierte Strubel 16 Kino-Kurzfilme. Darunter:
- Jack und White
- Acht Minuten Angst
- Il Giorno
- Judenfriedhof
- Mein
- Die Leiter (1967) Prädikat „besonders wertvoll“, gefördert von der FFA, Bundesfilmprämie
- Unser Wilfried (1968) Prädikat „besonders wertvoll“
- Ich bin’s nicht (1969)
- Oma und Opa (1969) zweimal Prädikat „besonders wertvoll“, gefördert von der FFA, Bundesfilmprämie

## Inszenierungen / Theater
- 1989: Andreas Hofer. Inszenierung auf der Freilichtbühne Ötigheim
- 1994: Götz von Berlichingen. Inszenierung auf der Freilichtbühne Ötigheim
- 1997 Ein Jäger aus der Pfalz, satirischer Ein-Mann-Krimi von und mit Sepp Strubel; Szenische Lesung 1997 in Augsburg, im Kulturhaus Kresslesmühle und in der Komödie (heute Gignoux-Haus), Gastspiel auf der Freilichtbühne Ötigheim
- 1998: Baden brennt. Zum Jubiläumsjahr Badische Revolution von 1848/49. Inszenierung auf der Freilichtbühne Ötigheim
- 2010: Der Widerspenstigen Zähmung. Inszenierung auf der Freilichtbühne Ötigheim

## Bücher / Bibliographie
- 5 auf dem Apfelstern. Das Buch zur Fernsehsendung mit der Augsburger Puppenkiste; Text, Fotos und Zeichnungen von Sepp Strubel. Arena Verlag Georg Popp, Würzburg 1981, ISBN 3-401-03943-1.
- Die Opodeldoks. Aufgeschrieben von Sepp Strubel nach einer Idee und mit vielen Zeichnungen von Paul Maar. Verlag Friedrich Oetinger, Hamburg 1985, ISBN 3-7891-1726-9.
- Die letzte Jagd des Grafen Kwetsch. Eine Geschichte aus uralten Zeiten; Mit Bildern von Dietrich Lange. Ravensburger Buchverlag Otto Maier, Ravensburg 1991, ISBN 3-473-34331-5.
- Drei Dschungeldetektive. Vier Kinderkrimis. Zeichnungen von Dietrich Lange. Loewe, Bindlach 1992, ISBN 3-7855-2530-3.
- projekt brecht mantel, brecht mantel projekt, mantel projekt brecht – notate einer inszenierten befragung von sepp strubel und silvio wyszensgrad zum bb-jubliäumsjahr 98. Erma Verlagsgesellschaft, Nürnberg 1998.

## Ausstellungen / Bildende Kunst
- 1998 Projekt Brecht Mantel, Brecht Mantel Projekt, Mantel Projekt Brecht, Künstlervereinigung Augsburg, Ecke-Galerie 19. März – 18. April 1998
- 2005 Augsburg, (Glaspalast Augsburg), September/Oktober 2005
- 2008 Schaltjahr Ausstellung der Künstlergruppe „rahmenlos“ (gemeinsam mit Ulrike Aichele Kitzig, Silke Lühnen, Peter Neumann, Siegfried Stiller); Augsburg, Kulturpark West in der ehemaligen Reese-Kaserne, 29. Februar – 6. April 2008
- 2009 Augsburg, (Galerie 2 Fenster), Februar 2009
- 2009 Da war was – Rückblende auf meine Arbeit, Jubiläumsausstellung zum 70. Geburtstag von Sepp Strubel; Augsburg (Kulturpark West), Galerie „rahmenlos“ 3. Oktober – 8. November 2009
- 2012 Abschied von der Agnes, Steinskulpturen, Bronzen, Keramikarbeiten. Agnesenschlaue in Stadtbergen 2. Juni 2012